# Busswil bei Büren
Busswil bei Büren  är en ort i kommunen Lyss i kantonen Bern, Schweiz.
Busswil bei Büren var tidigare en självständig kommun, men inkorporerades i kommunen Lyss den 1 januari 2011.